# 開心寺 (七寶山)
開心寺（朝鲜语：／）位於朝鮮咸鏡北道七寶山，建於826年的渤海國。有眾多知名佛像和典藏，院內有一座青銅鐘和一顆200餘年的古栗樹。
開心寺被列入第120號朝鮮民主主義人民共和國國寶。